# Camposampiero
Camposampiero ist eine norditalienische Gemeinde (comune) mit 11.858 Einwohnern (Stand 31. Dezember 2023) in der Provinz Padua in Venetien. Die Gemeinde führt seit 2009 den Titel città (Stadt). Camposampiero liegt etwa 18 Kilometer nordnordöstlich von Padua,  etwa 30 Kilometer östlich von Vicenza sowie etwa 33 Kilometer nordwestlich von Venedig.

## Geschichte
In einer notariellen Urkunde wird Camposampiero 1117 erstmals nachweislich erwähnt. Der Ortsname leitet sich von einer Kapelle, die dem Heiligen Petrus (San Pietro) geweiht war, ab. Eine solche Kirche gibt es noch heute.

## Persönlichkeiten
- Artenio Calzavara (1928–1997), Boxer
- Dino Baggio (* 1971), Fußballspieler
- Ruggero Pertile (* 1974), Marathonläufer
- Luca Mezzalira (* 1982), Architekt
- Daniele Gastaldello (* 1983), Fußballspieler
- Chiara Rosa (* 1983), Kugelstoßerin
- Marco Benfatto (* 1988), Radrennfahrer
- Luca Dotto (* 1990), Schwimmer[2]

## Verkehr
Durch die Gemeinde führen die Strade Regionale 307 und 308 von Padua Richtung Castelfranco Veneto. Der Bahnhof von Camposampiero liegt an den Bahnstrecken von Padua nach Bassano del Grappa und von Camposampiero nach Montebelluna. Bei Camposampiero gibt es einen kleinen Flugplatz (Aviosuperficie Ali sul Graticolato) für die Allgemeine Luftfahrt.

## Gemeindepartnerschaft
Camposampiero unterhält eine Partnerschaft mit der polnischen Gemeinde Jasło in der Woiwodschaft Karpatenvorland.